# Ёлдаш
«Ёлда́ш» (кум. Ёлдаш «спутник, товарищ») — газета на кумыкском языке, издающаяся в Махачкале (Дагестан, Россия).

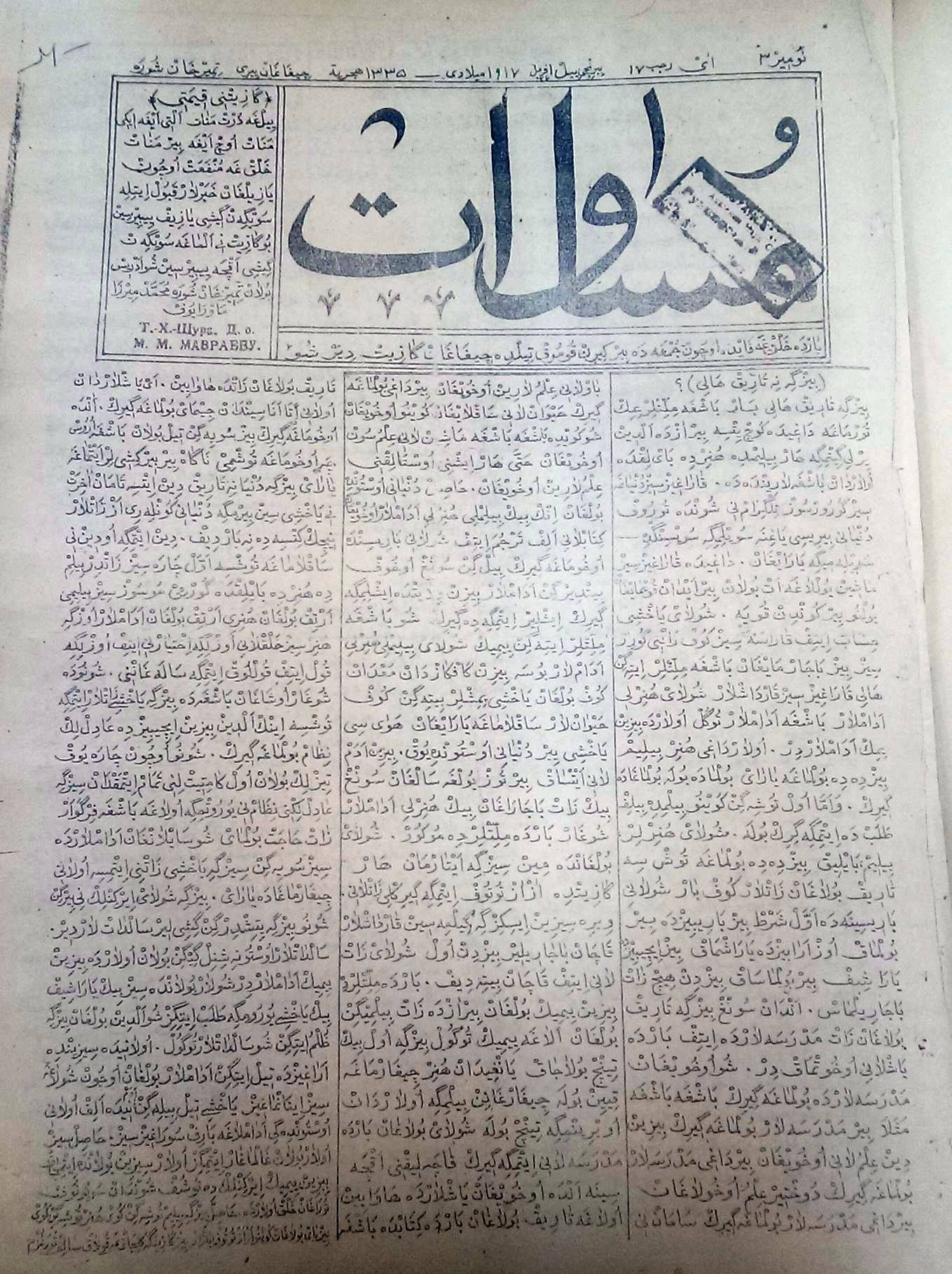
Издание газеты под названием «Мусават»

Газета издаётся с 3 апреля 1917 года. До 1922 года издавалась нерегулярно и часто меняла названия: «Заман» (Время), «Мусават» (Равенство), «Ишчи халкъ» (Трудовой народ), «Ал байракъ» (Красное знамя; с августа 1920 года до 1921 года), «Дагъыстан фукъарасы» (Дагестанская беднота). В 1922—1931 годах называлась «Ёлдаш». В 1930—1990-е годы называлась «Ленин йолу/Ленин ёлу» (Ленинский путь) и была органом Дагестанского обкома КПСС. С 1991 года газета носит современное название.
Газета выходит 1 раз в неделю тиражом от 3 до 4 тыс. экземпляров на 16 полосах.
В 1968 году награждена орденом «Знак Почёта».